# Tom Holmes (Fußballspieler, 2000)
Thomas Richard „Tom“ Holmes (* 12. März 2000 in London) ist ein englischer Fußballspieler, der beim Drittligisten FC Reading unter Vertrag steht.

## Karriere
Der in der englischen Hauptstadt London geborene Thomas Holmes trat 2008 in die Jugendabteilung des FC Reading ein, wo er sich zu einem talentierten Defensivspieler entwickelte. Im Frühjahr 2017 lief er erstmals für die Reservemannschaft in der Premier League 2 auf. Zur nächsten Saison 2017/18 unterzeichnete er seinen ersten professionellen Vertrag bei den Royals und übernahm mit 17 Jahren eine Starterrolle in der U23. Am 6. März 2018 (36. Spieltag) gab er beim 1:1-Unentschieden gegen die Bolton Wanderers sein Debüt in der ersten Mannschaft, bei dem er die volle Distanz der Partie über auf dem Platz stand. In den nächsten eineinhalb Jahren kam er zu keinem weiteren Einsatz bei den Herren, sondern gehörte weiterhin dem Kader der Reserve an.
Am 2. September 2019 wechselte Holmes für die gesamte Saison 2019/20 auf Leihbasis zum belgischen Zweitligisten KSV Roeselare. Dort bestritt er am 12. Oktober 2019 (10. Spieltag) beim 3:1-Heimsieg gegen OH Löwen sein Ligadebüt, als er in der 50. Spielminute für den verletzten Jonathan Vervoort eingewechselt wurde. Insgesamt absolvierte er elf Ligaspiele für den Verein aus Westflandern.
Nach seiner Rückkehr zu Reading, übernahm er dort in der nächsten Spielzeit 2020/21 einen Stammplatz, wechselte dabei aber zwischen der Innenverteidigung und der rechten Außenverteidigung.

## Trivia
Holmes hatte schon als Kind eine Dauerkarte beim FC Reading.